# Toetredingsverdrag
Een toetredingsverdrag wordt gesloten wanneer een land lid wordt van de Europese Unie. Het land of de landen in kwestie, en alle landen die op dat moment al lidstaten zijn, moeten dit verdrag dan ondertekenen.

## Toetredingsverdrag van 2003
Het toetredingsverdrag van 2003 diende voor de toetreding van Tsjechië, Estland, Cyprus, Letland, Litouwen, Hongarije, Malta, Polen, Slovenië en Slowakije in 2004.

## Toetredingsverdrag van 2005
Het toetredingsverdrag van 2005 was voor de toetreding van Bulgarije en Roemenië in 2007.

## Toetredingsverdrag van 2011
Het toetredingsverdrag van 2011 voor de toetreding van Kroatië werd ondertekend op 9 december 2011. De toetreding vond plaats op 1 juli 2013. De volledige titel luidt:
Verdrag tussen het Koninkrijk België, de Republiek Bulgarije, de Tsjechische Republiek, het Koninkrijk Denemarken, de Bondsrepubliek Duitsland, de Republiek Estland, de Helleense Republiek, het Koninkrijk Spanje, de Franse Republiek, Ierland, de Italiaanse Republiek, de Republiek Cyprus, de Republiek Letland, de Republiek Litouwen, het Groothertogdom Luxemburg, de Republiek Hongarije, de Republiek Malta, het Koninkrijk der Nederlanden, de Republiek Oostenrijk, de Republiek Polen, de Portugese Republiek, Roemenië, de Republiek Slovenië, de Slowaakse Republiek, de Republiek Finland, het Koninkrijk Zweden, het Verenigd Koninkrijk van Groot-Brittannië en Noord-Ierland (lidstaten van de Europese Unie) en de Republiek Kroatië betreffende de toetreding van de Republiek Kroatië tot de Europese Unie.